# Robert Machut
Robert Machut , né le 7 mars 1919 à Fenain, dans le Nord, et mort le 26 novembre 1984 à Lille, est un historien local français.
Il a été professeur dans un collège, puis directeur d'un collège d'enseignement secondaire. Robert Machut est membre des Amis du Vieux Somain de la création de l'association en 1960 jusqu'à sa mort, et a été son président,. Il est chevalier de l'ordre des Palmes académiques. Il est inhumé au cimetière de Villers-Campeau à Somain, près de l'entrée.

## Œuvres
- Robert Machut, « La formation des terroirs et l'évolution de l'habitat dans la région de Somain du haut Moyen-Âge à nos jours », in Bull. de la Com. hist. du Nord, t.  40, 1975-1976 (1978), p. 5-22.